# Province de Jorge Basadre
La province de Jorge Basadre (en espagnol : Provincia de Jorge Basadre) est l'une des quatre provinces qui composent la région de Tacna, dans le sud du Pérou. Sa capitale est la ville de Locumba.

## Toponymie
La province a reçu le nom de l'historien et homme politique Jorge Basadre Grohmann (1903-1980), natif de Tacna.

## Géographie
La province couvre une superficie de 2 928,72 km2. Elle est limitée au nord par les provinces d'Ilo et de Mariscal Nieto (région de Moquegua), à l'est par la province de Candarave, au sud par la province de Tacna et à l'ouest par l'océan Pacifique.

## Population
La population de la province était estimée à 12 561 habitants en 2002.

## Subdivisions
La province est divisée en trois districts :
- Ilabaya
- Ite
- Locumba

## Économie
La province est traversée par la route panaméricaine.
- Mine de Puita
- Mines de Toquepala (cuivre)

## Sites remarquables
- Les grottes de Toquepala et leurs peintures rupestres